# Útěchov
Útěchov település Csehországban, a Svitavyi járásban. Útěchov Dlouhá Loučka, Městečko Trnávka, Malíkov és Moravská Třebová településekkel határos. Lakosainak száma 350 fő (2024. január 1.).

## Népesség
A település lakosságának változását az alábbi diagram mutatja:
| Lakosok száma | 482  | 480  | 415  | 249  | 193  | 202  | 301  | 328  | 344  | 350  |
|               | 1869 | 1890 | 1921 | 1950 | 1980 | 2001 | 2017 | 2019 | 2022 | 2024 |